# 科戈柳多
科戈柳多，是西班牙卡斯蒂利亚-拉曼恰瓜达拉哈拉省的一个市镇。总面积97平方公里，总人口579人（2001年），人口密度6人/平方公里。